# John Gaub
John David Gaub (né le 28 avril 1985 à Saint Paul, Minnesota, États-Unis) est un ancien lanceur de relève gaucher des Ligues majeures de baseball qui a joué pour les Cubs de Chicago en 2011.

## Carrière
John Gaub est drafté par les Twins du Minnesota au 25e tour de sélection en 2003 mais ne signe pas avec l'équipe et s'engage à l'Université du Minnesota à Minneapolis. Il est réclamé une seconde fois par un club du baseball majeur en 2006 lorsque les Indians de Cleveland en font leur choix de 21e ronde.
Gaub amorce sa carrière dans les ligues mineures avec un club-école des Indians en 2007 mais est échangé aux Cubs de Chicago en décembre 2008 dans la transaction qui envoie Mark DeRosa à Cleveland.
Le lanceur gaucher fait ses débuts comme lanceur de relève avec les Cubs de Chicago le 12 septembre 2011.
Le 5 avril 2012, il est réclamé au ballottage par les Rays de Tampa Bay. Sans avoir joué pour les Rays, il passe aux Rangers du Texas, de nouveau via le ballottage, le 24 mai suivant. Il ne joue pas davantage pour Texas et le ballottage l'envoie aux Cardinals de Saint-Louis le 9 juin.